# Ascodipteron tabulatum
Ascodipteron tabulatum är en tvåvingeart som beskrevs av Speiser 1908. Ascodipteron tabulatum ingår i släktet Ascodipteron och familjen lusflugor.
Artens utbredningsområde är Madagaskar. Inga underarter finns listade i Catalogue of Life.